# ニキータ植物園

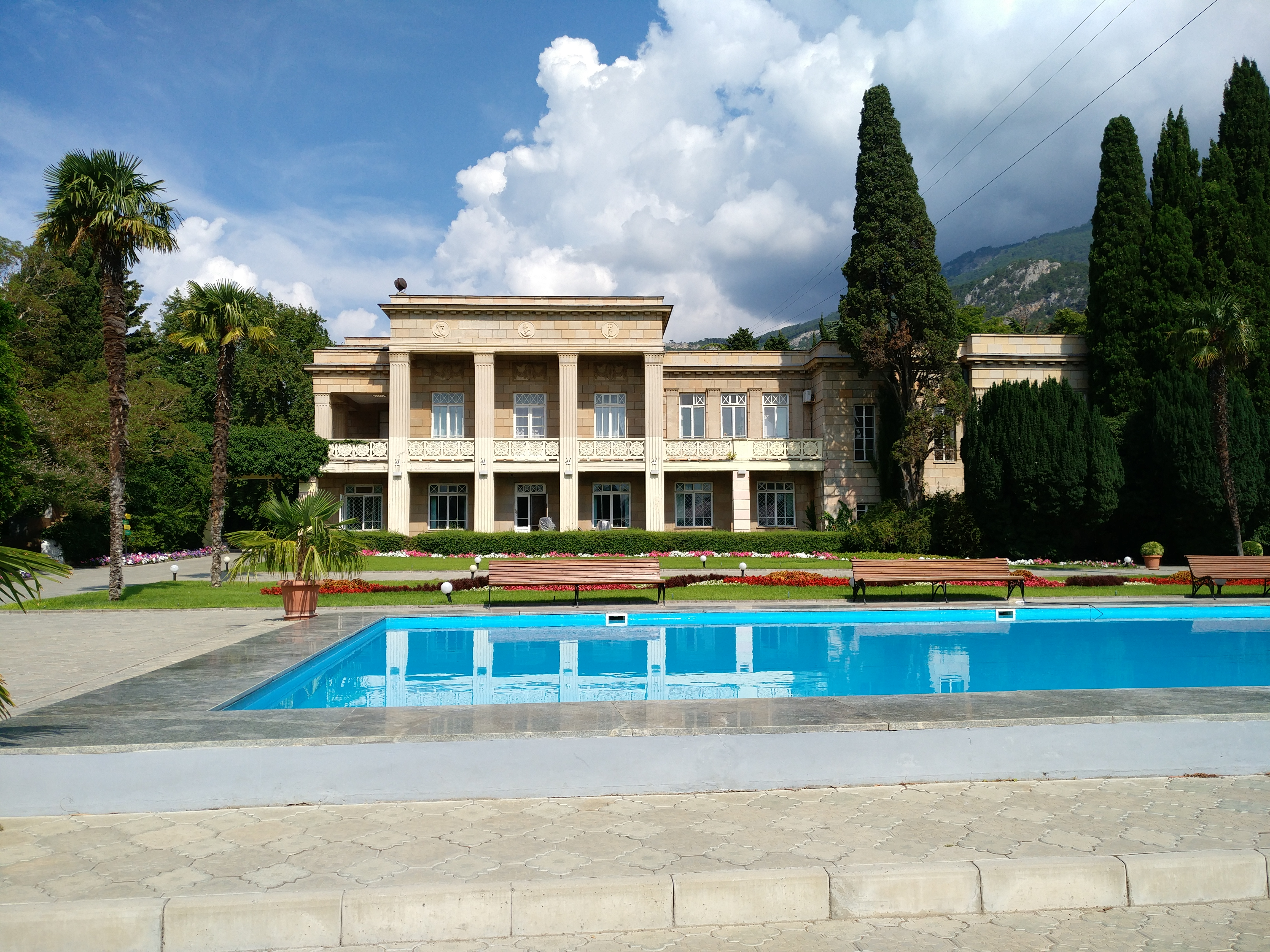
本館

ニキータ植物園（ウクライナ語: Нікітський ботанічний сад、ロシア語: Никитский ботанический сад、英語: Nikita Botanical Garden）は、クリミアに位置するヨーロッパで最も古い植物園の一つである。ヤルタ近郊の黒海沿岸にあり、ウクライナとロシアが領有権を主張するクリミア自治共和国の集落ニキータにちなんで名付けられた。
植物園は1812年にロシア帝国によって設立され、初代園長はスウェーデン系ロシア人植物学者のクリスティアン・フォン・ステーヴェンが務めた。その後、1827年から1860年まで園長を務めたリヴォニア出身のニコライ・アンデルス・フォン・ハルトヴィスによって、園のコレクションは大幅に拡張された。
総面積は11平方キロメートルで、科学研究センター、苗木や種子の生産基地、観光名所として機能する。2022年にはダマスクスに代表事務所を開設した。
ニキータ植物園はウクライナ農業科学アカデミーの一部として運営されており、クリミアおよびヘルソン州に支部を持つ。コレクションは50,000以上の種、品種、雑種を含み、自然植物相の研究、遺伝子バンクの構築、南ウクライナ、ロシア、その他の国向けの新農業植物の選抜と導入に関する科学研究を行っている。

## ギャラリー

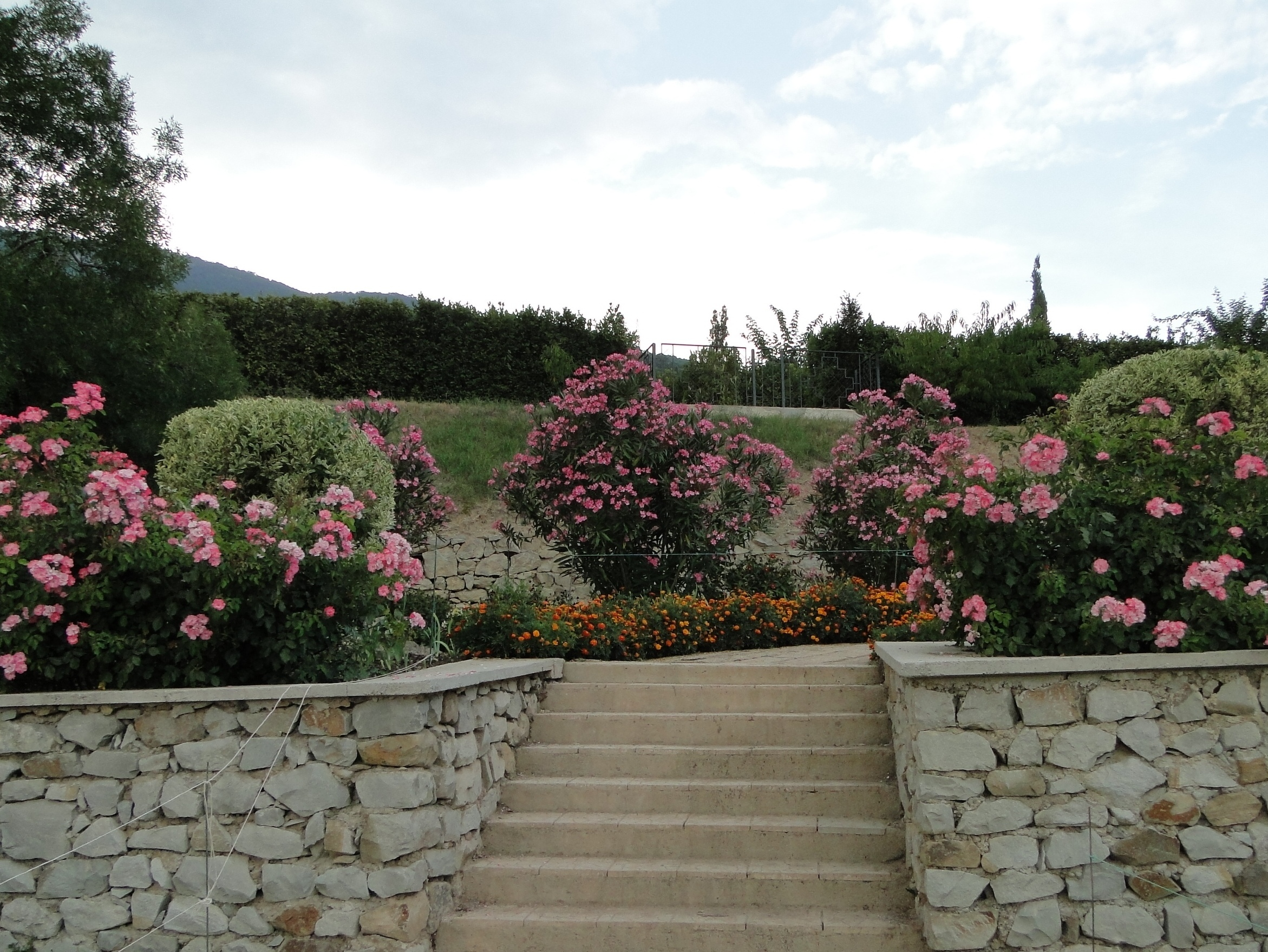
キョウチクトウの低木
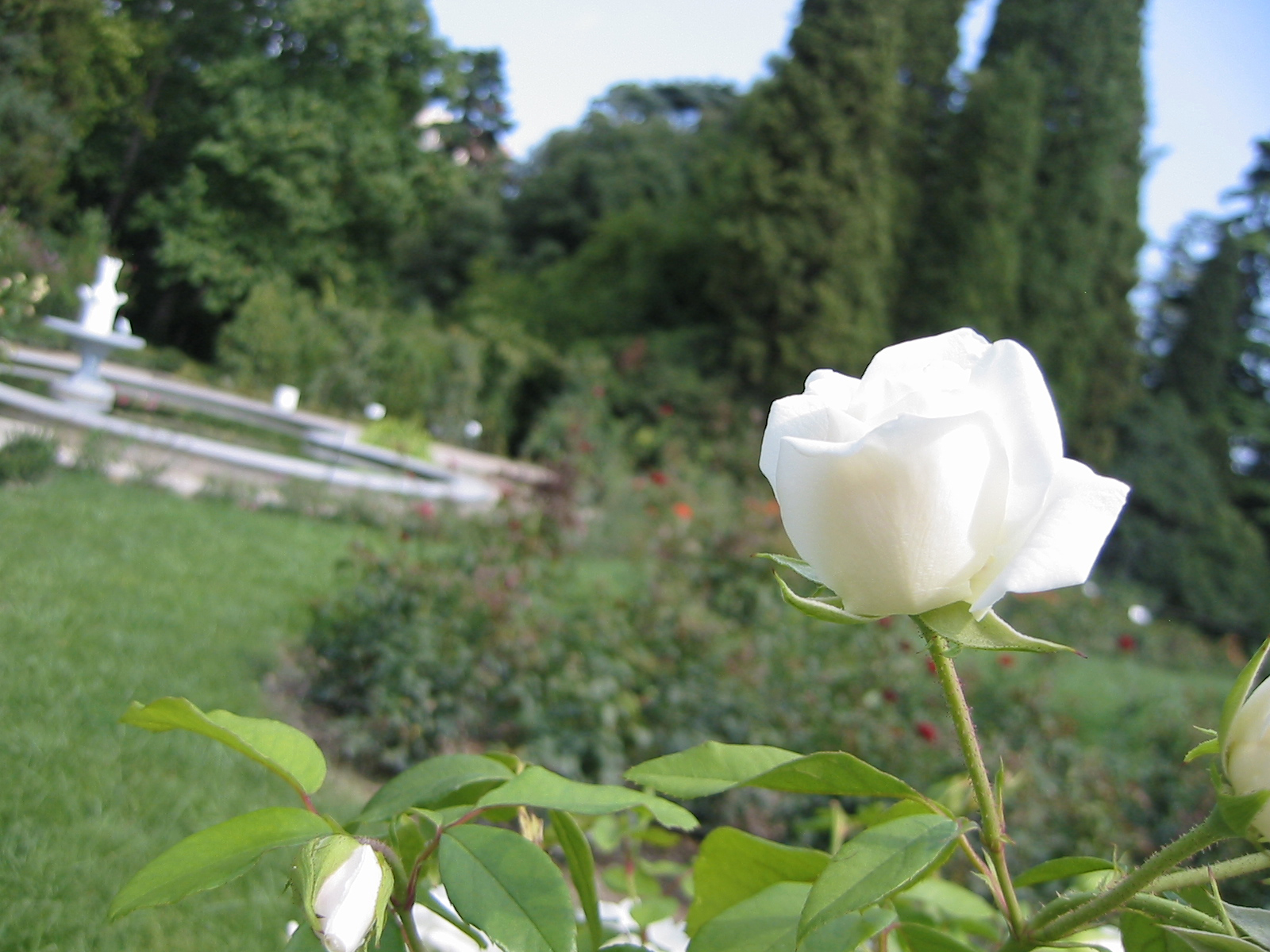
白いバラ
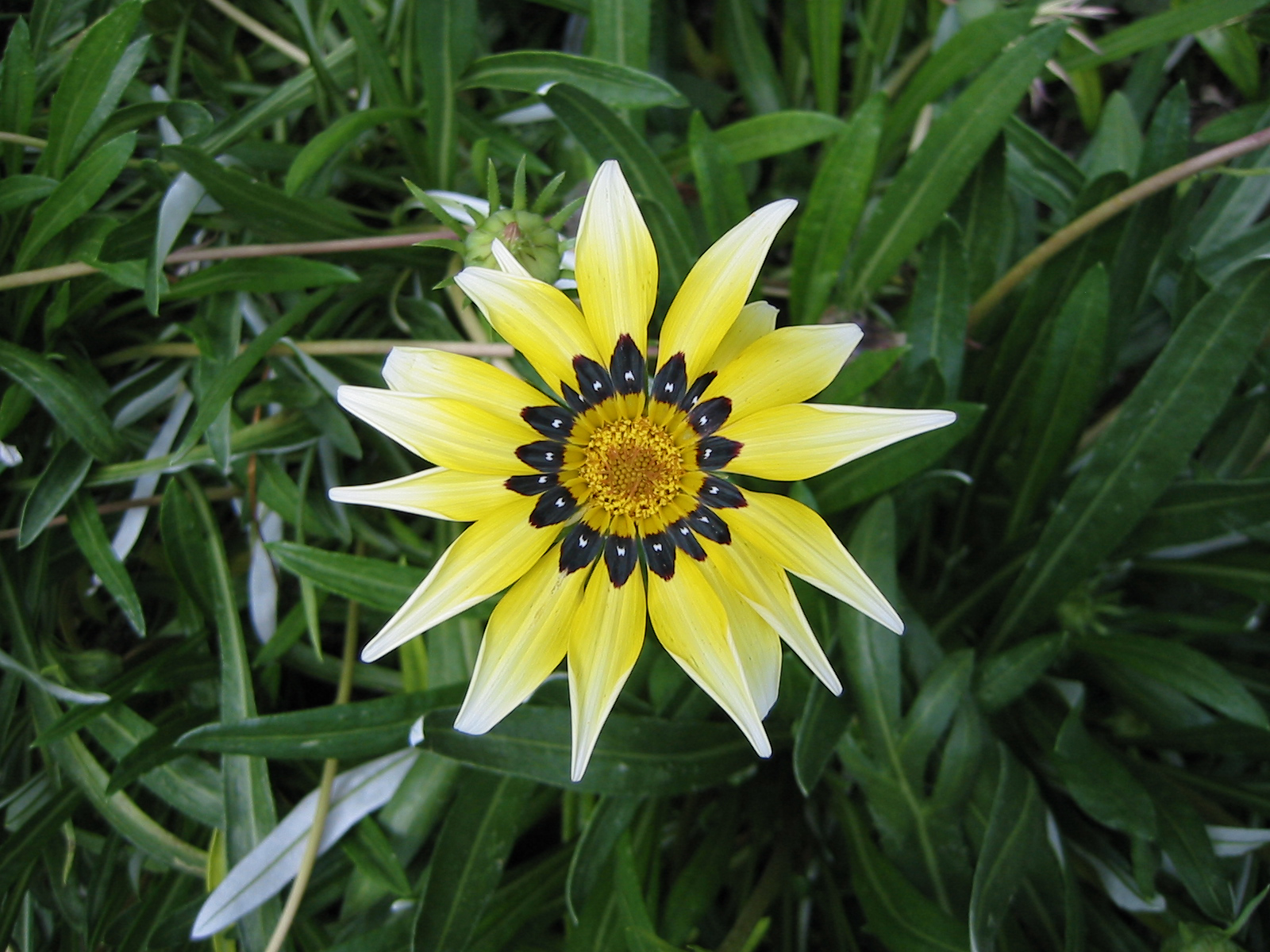
パッションフルーツ
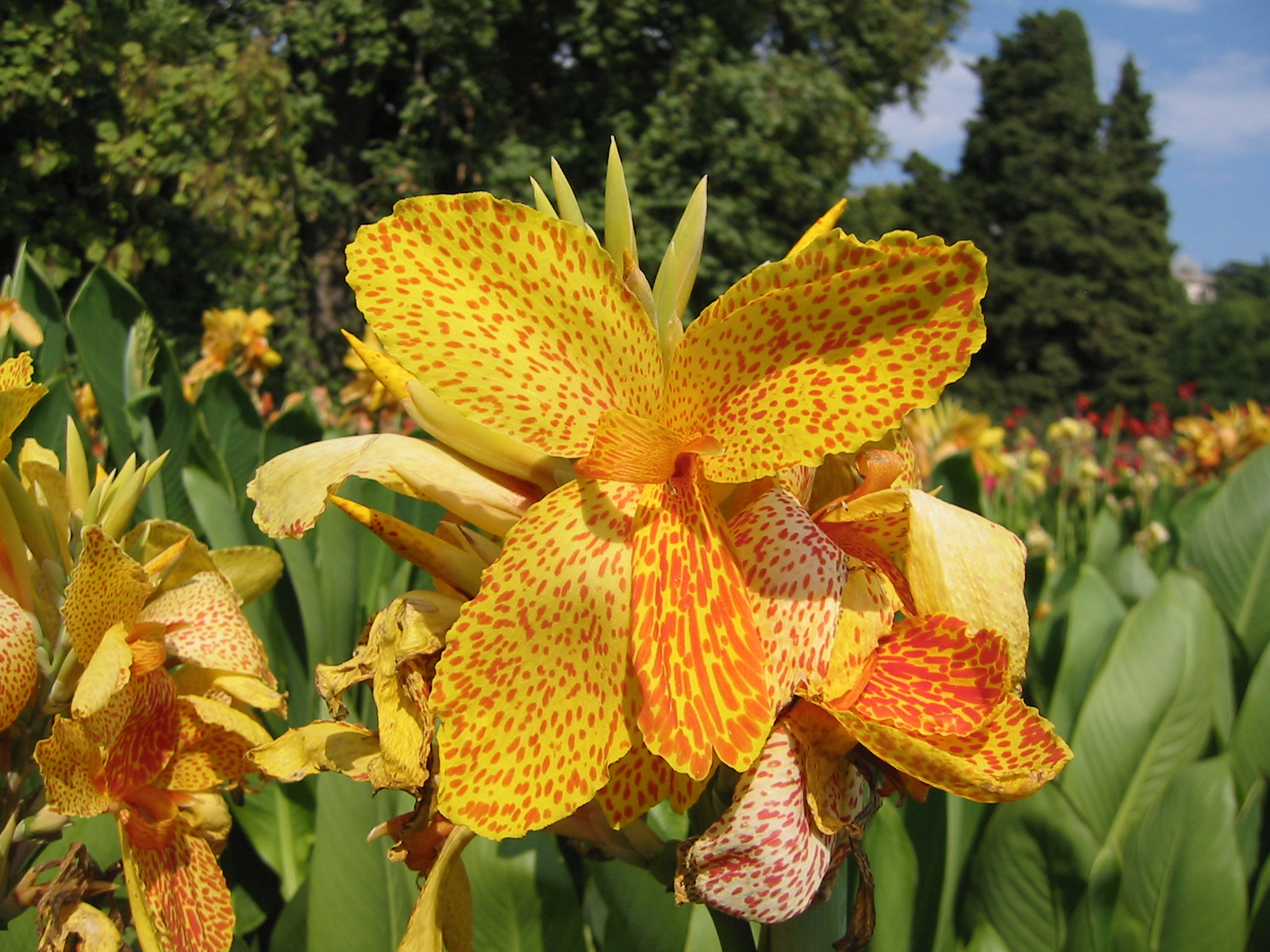
ユリ
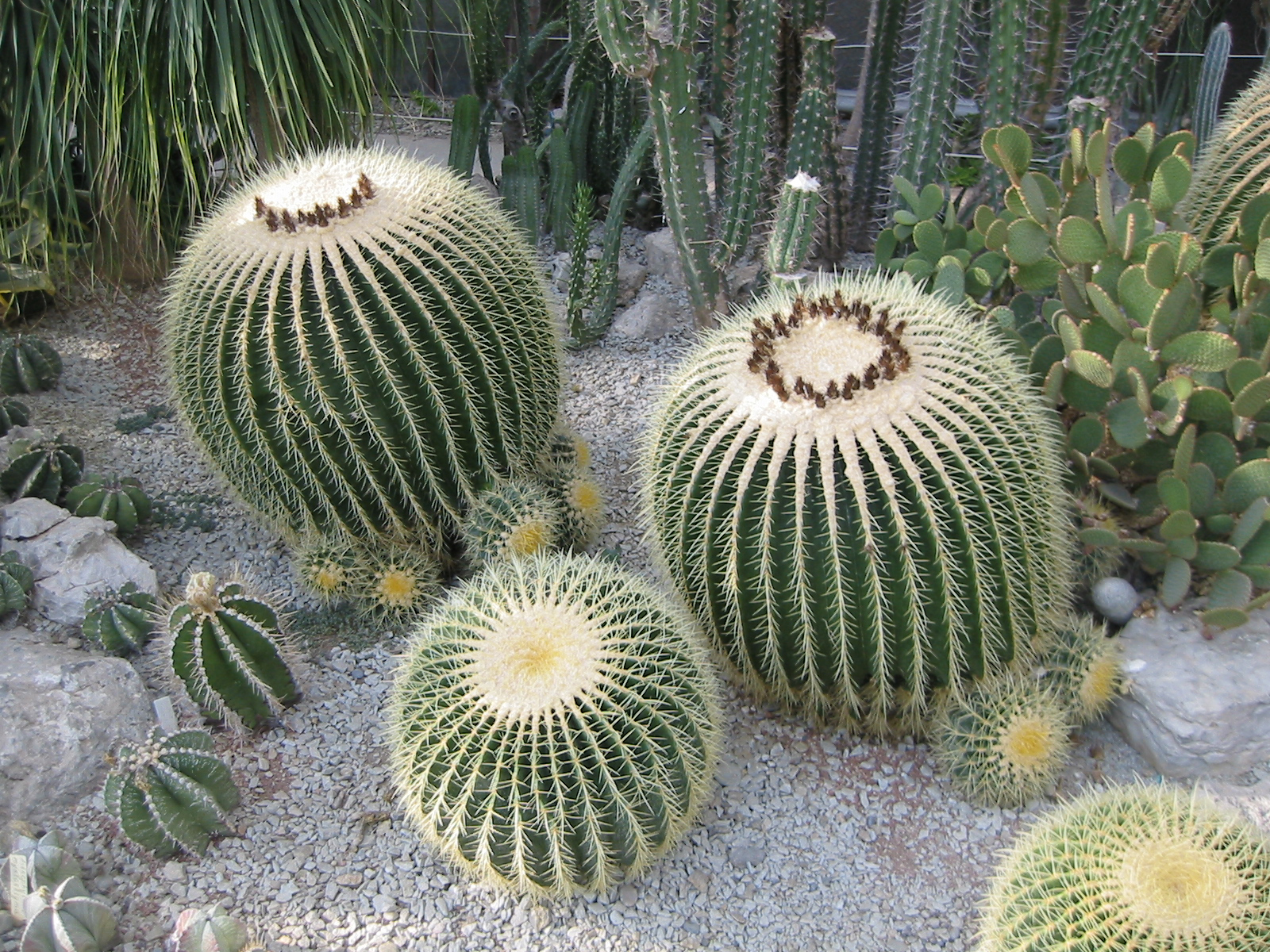
サボテン
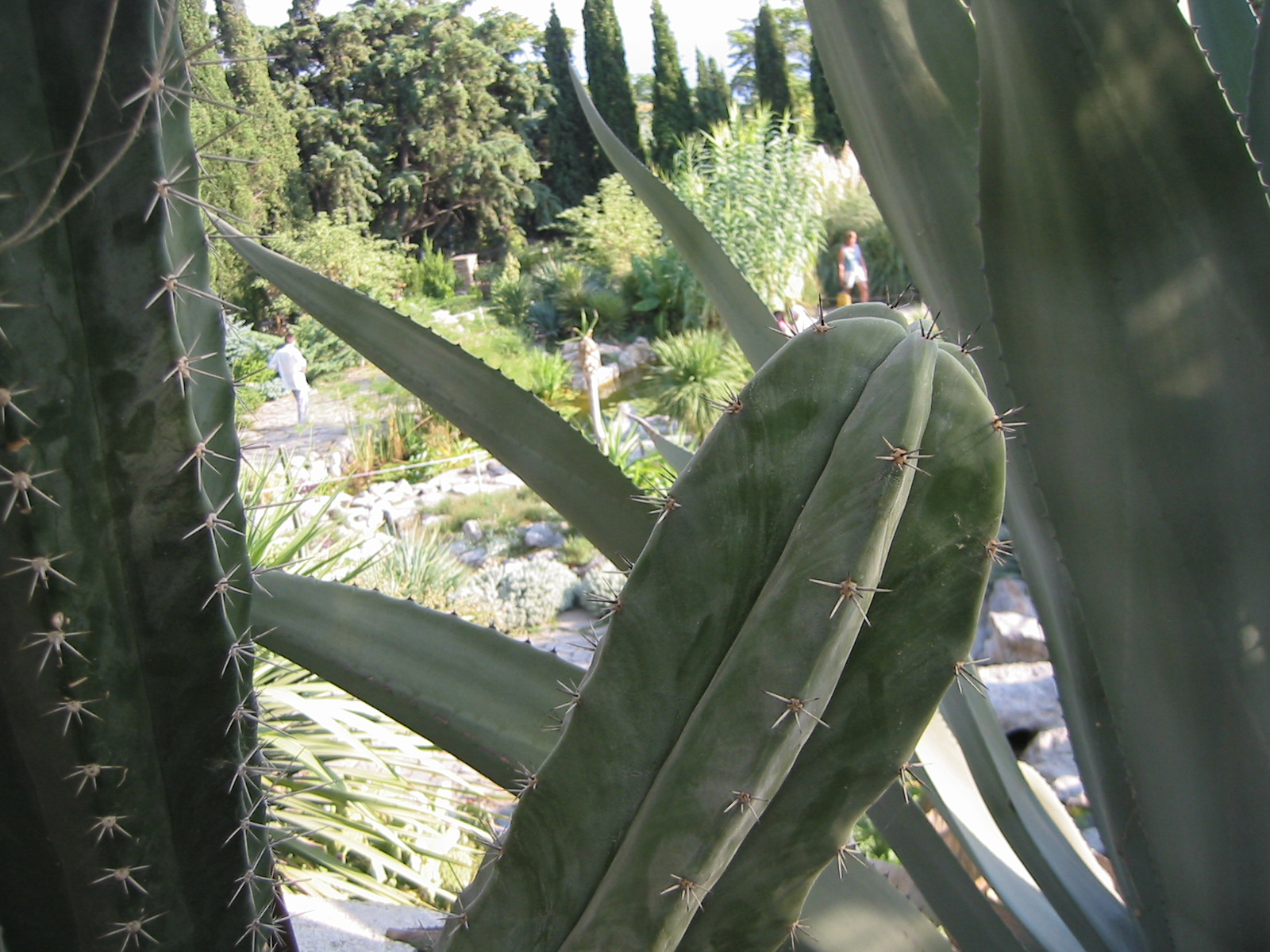
多肉植物